# Бардсли, Фил
Фи́ллип Э́нтони Ба́рдсли (англ. Phillip Anthony Bardsley; родился 28 июня 1985 года в Солфорде, Англия), более известный как Фил Ба́рдсли — шотландский футболист, правый защитник клуба «Стокпорт». Выступал за сборную Шотландии.

## Биография
Бардли родился и вырос в Солфорде, Большой Манчестер, неподалёку от «Клиффа», тренировочной базы «Манчестер Юнайтед». В периоды школьных каникул он часто посещал открытые тренировки своей любимой команды. До своего перехода в «Сандерленд» Бардли был единственным игроком в действующем составе «Юнайтед», который прошёл через все уровни Академии клуба, поступив в неё в восьмилетнем возрасте.

## Клубная карьера

### «Манчестер Юнайтед»
В 2004 году Фил был отправлен в четырёхмесячную аренду в бельгийский «Антверпен». 16 марта 2006 года он отправился в аренду в английский «Бернли», в котором выступал до окончания сезона.
В начале сезона 2006/07 Бардсли был вновь отдан в аренду, на этот раз — в шотландский «Глазго Рейнджерс». 9 сентября 2006 года он забил гол в ворота «Фалкирка». В матче против «Хиберниана» он был удалён, из-за чего не смог принять участия в дерби против «Селтика». 17 октября 2006 появилось сообщение, что Бардсли поругался с главным тренером команды Полем Ле Гуэном, и его будущее в «Рейнджерс» находится под вопросом. После этого Бардсли уже участвовал в матчах за «Рейнджерс» и вернулся в «Манчестер Юнайтед» в декабре 2006 года.
8 января 2007 года Бардсли перешёл в «Астон Виллу» на правах аренды до завершения сезона, дебютировав в Премьер-лиге 20 января в матче против «Уотфорда». 1 мая появилось сообщение о том, что по завершении срока аренды Бардсли вернётся в «Юнайтед», так как Мартин О’Нил не захотел подписывать с игроком постоянный контракт. В октябре 2007 года появилась информация о том, что Бардсли отправится в аренду в «Шеффилд Юнайтед» сроком до января 2008 года. Несколько дней спустя Фил дебютировал за «клинков» в матче против «Престон Норт Энд», который завершился вничью 1:1. «Шеффилд Юнайтед» хотел подписать постоянный контракт с Бардсли, по окончании срока аренды Фил вернулся в «Юнайтед», сыграв за «клинков» 16 матчей.

### «Сандерленд»
22 января 2008 года Бардсли перешёл в «Сандерленд», подписав с клубом контракт сроком на 3,5 года. Футболист заявил по поводу своего перехода: «Сандерленд — великий клуб с великим тренером (Рой Кин) и для меня большая честь играть за них». Он дебютировал за новый клуб 29 января в матче Премьер-лиги против «Бирмингема», который завершился победой «чёрных котов» со счётом 2:0. 27 августа того же года Бардсли забил свой первый гол в английских турнирах в матче Кубка Лиги между «Сандерлендом» и «Ноттингем Форест».

### «Сток Сити»
22 мая 2014 года Бардсли перешёл в «Сток Сити», заключив с клубом трёхлетний контракт.

### «Бернли»
25 июля 2017 года Бардсли перешёл в «Бернли», заключив с клубом двухлетний контракт.

## Достижения
Манчестер Юнайтед
- Обладатель Суперкубка Англии: 2007